# Теплик
Те́плик (укр. Теплик) — посёлок, административный центр Гайсинского района Винницкой области Украины.

## История
В 1901 году Теплик был местечком Гайсинского уезда Подольской губернии Российской империи, в котором насчитывалось 5072 жителя. Здесь действовали пивоваренный завод, две водяные мельницы, народное училище, несколько торговых лавок, православная церковь, католический костел и синагога.
В ходе Великой Отечественной войны в 1941—1944 гг. селение было оккупировано немецкими войсками.
В 1976 году здесь действовали предприятия пищевой промышленности (пищекомбинат, птицефабрика, маслодельный, хлебный и комбикормовый заводы), а также промышленности стройматериалов (по производству кирпичей и железобетонных конструкций).
В январе 1989 года численность населения составляла 7440 человек.
В мае 1995 года Кабинет министров Украины утвердил решение о приватизации находившихся здесь райсельхозтехники и райсельхозхимии, в июле 1995 года было утверждено решение о приватизации совхоза.
В сентябре 2009 года хозяйственный суд Винницкой области возбудил дело о банкротстве молокозавода.
По состоянию на 1 января 2013 года численность населения составляла 6456 человек.

## Известные уроженцы
- Ястребинецкий, Григорий Аронович — советский педагог, заслуженный учитель РСФСР. Член учебно-методического совета министерства просвещения СССР.